# Margarita Correa Ochoa
Margarita Correa Ochoa (Medellín, 11 de julio de 1962) es una artista colombiana, radicada en los Estados Unidos.

## Primeros años y estudios
Correa Ochoa nació en la ciudad de Medellín, capital del departamento de Antioquia, en Colombia. Su pasión por el arte inició en su infancia, ya que fue criada entre pintores, cantantes y escultores. Se mudó a Miami en su adolescencia, donde continuó su desarrollo artístico. Obtuvo un título de diseño de interiores en el MDCC y luego completó sus estudios de Bellas Artes en la Universidad Internacional de Florida. Continuó su formación con el fallecido artista español Jesús Fuertes. En 2009, Correa Ochea se vinculó al estudio de la artista peruana Puchi Noriega, donde estudió escultura de la forma femenina.

## Carrera
En 2011 se mudó a Buenos Aires, Argentina. Ingresó al Estudio de Arte Abstracto de Marco Otero, donde pasó de la pintura figurativa a la abstracta, encontrando su verdadera pasión. A su regreso a Miami en 2013 fue invitada a unirse al grupo 7 Plus One Art Project, fundado por el artista cubano-americano Emilio Héctor Rodríguez. El grupo exhibió su obra en muchas galerías e instituciones como el Miami Dade College, el Koubek Center, la Universidad de St. Thomas y el Museo Coral Gables.
Correa Ochea ha realizado numerosas exposiciones nacionales e internacionales. En agosto de 2015 expuso en la Casa Museo Enrique Grau Araujo de Bogotá, Colombia, con el grupo de artistas Embajadores de Colombia. En octubre del mismo año viajó a París para formar parte de una exposición anual en la Feria de Arte del Carrousel du Louvre. Posteriormente participó en la Alianza Francesa de Dubái, exposición que coincidió con la Semana del Arte de Dubái.